# Michael Sandorov

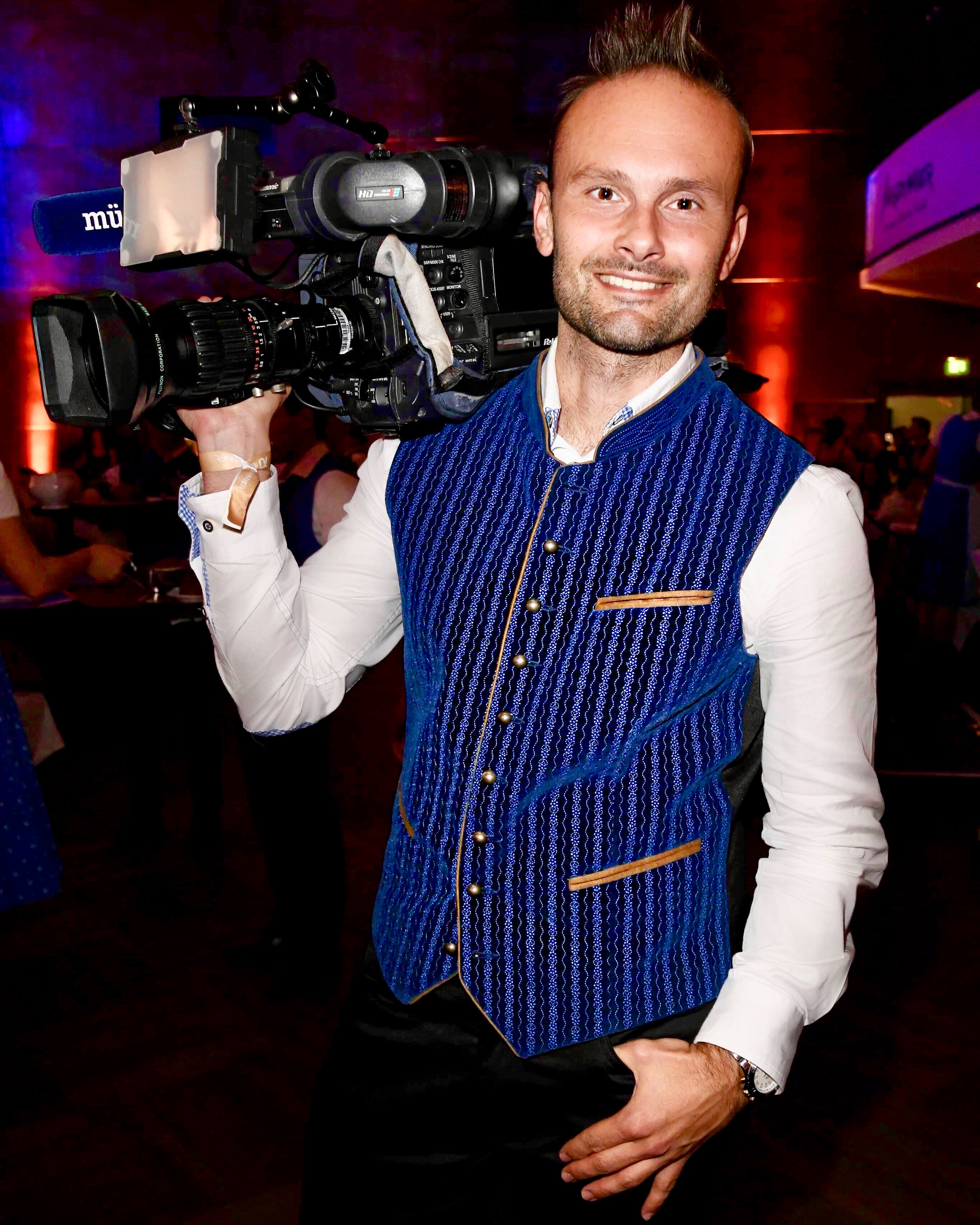
Michael Sandorov bei einem Einsatz als Kameramann für münchen.tv

Michael Sandorov (* 9. September 1981 in Traunstein) ist ein deutscher Schauspieler, Kameramann, Filmeditor, Redakteur und Fernsehmoderator.

## Leben
Erste Auftritte hatte er als Komparse in der ARD-Telenovela Sturm der Liebe. Seit Drehstart im Jahr 2005 ist er durchgehend in der Kleindarsteller-Rolle als Page Peter zu sehen.
Sandorov ist außerdem seit 2006 als Kameramann und Editor für München TV und ServusTV tätig, und manchmal auch als Sprecher.
Seit 2011 ist er zusätzlich bei TV BAYERN LIVE tätig. Er unterstützt das Team von PlenumTV im Bayerischen Landtag sowohl an der Kamera als auch im Schnitt.

## Filmografie (Auszug)
- seit 2005 – Sturm der Liebe (ARD // als Page Peter)
- 2008 – Marienhof (ARD)
- 2011 – Hubert und Staller – Der Sturz des Königs (ARD)
- 2014 – Monaco 110 Folge 3 (ARD)
- 2015 – Im Namen der Gerechtigkeit – Wir kämpfen für Sie! (Sat. 1 // Martin Theobald)
- 2015 – Mein dunkles Geheimnis (Sat.1 // Editor Nils)
- 2015 – Verbrechen aus Leidenschaft (RTL)
- 2016 – Im Namen der Gerechtigkeit – Wir kämpfen für Sie! (Sat. 1 // Reiner Kessel)
- 2016 – K1 Magazin – Rechtsirrtümer rund um Weihnachten (Kabel 1)

## Moderationen (Auszug)
- 2002 – VIVA TV
- 2007 – Brainf**k (Salzburg TV)
- 2009 – Schickeria (Salzburg TV)
- 2013 – Lebenshilfe Traunstein e.V